# Kineski hrčak
Kineski hrčci (Cricetulus griseus) su porijeklom iz pustinja Mongolije i sjeverne Kine. Ove životinje su ranije često, naročito u Kini, bile korištene za medicinska istraživanja. U nekim državama SADa, primjerice u Kaliforniji, smatra ih se štetočinama, pa za njihovo držanje, uzgoj i prodaju treba imati posebnu dozvolu. 

## Opis
Kineski hrčci su jako čiste životinje i mnogo vremena provode čisteći se i uređujući svoju dlaku. Ženka nosi 14-22 dana i ima 1 - 8 mladih, a ponekad čak 14. Nakon okota hrani mlade još oko 2 tjedna. 10 dana nakon okota mladi progledaju, te počnu dobivati dlaku, a nakon 6 tjedana postaju potpuno spolno zreli i spremni na parenje. Životni vijek kineskih hrčaka iznosi 2 - 3 godine.
Kineski hrčak je velik 8 - 10 cm. Mladunac teži svega 2 - 3 grama, a odrasli kineski hrčak 50 - 75 grama. Gestacija traje 18 - 21 dana. Na prednjim nogama ima 5 prstiju (palac se skoro ne vidi), a na stražnjim također 5.
U razdoblju kad se tek okote, sve do kraja 2. tjedna nakon okota, kavez se ne smije čistiti i jedini doticaj s njime smije se dogoditi samo kad se stavlja hrana za majku ili mijenja voda. Tijekom tog ranjivog razdoblja ni mladunci ni majka ne smiju doći u doticaj s čovjekom, jer je gotovo sigurna reakcija majke ubojstvo svoje novorođenčadi. 
Međutim, muške i ženske mlade treba odvojiti u dva različita kaveza već s oko 3 tjedna, jer neki mladunci sazrijevaju ranije, osobito mužjaci, pa mogu začeti novo leglo s prerano razvijenom mladom ženkom ili čak vlastitom majkom, a moguće je i da otac dobije novo leglo sa svojim kćerima. To je pogotovo riskantno jer je ženka u tom razdoblju i sama još mladunac, i nije potpuno razvijena, ni fizički ni psihički za svoje vlastite mladunce, pa može uginuti tijekom trudnoće, ili pak prerano okotiti mladunce, a onda su legla izrazito mala i često se dogodi da bi ih ženka pojela. Kao mladi, kineski hrčci su malo nervozne životinje, no kad odrastu, dolazi do izražaja njihov smiren i umiljat karakter, pa su vrlo omiljeni kućni ljubimci. Ističe se njihova zaigranost i veselost kad navečer izvire iz svojih spavališta i počnu trčati po kavezu.